# Хейфиц, Иосиф Ефимович
Ио́сиф Ефи́мович Хе́йфиц (4 [17] декабря 1905, Минск, Российская империя — 24 апреля 1995, Санкт-Петербург, Россия) — советский и российский кинорежиссёр, сценарист, педагог. Лауреат двух Сталинских премий (1941, 1946), народный артист СССР (1964), Герой Социалистического Труда (1975).

## Биография
Родился в Минске, Минской губернии (ныне Белоруссия) Российской империи, жил с семьёй в Полтаве, юность провёл в Кременчуге. После смерти отца в тринадцать лет начал трудовую деятельность — был помощником коменданта ревтрибунала, затем работал учётчиком на одном из Кременчугских заводов.
В 1927 году окончил Ленинградский техникум экранного искусства (с 1925 — отделение Государственного фотокинотехникума, ныне Санкт-Петербургский государственный институт кино и телевидения), в 1928—1930 годах учился на кинофакультете Государственного института истории искусств.
В 1928 году поступил на Ленинградскую кинофабрику «Совкино» сперва в качестве монтажёра и ассистента режиссёра. Как автор дебютировал в игровом кино сперва как сценарист, работал в соавторстве с Александром Ивановым и другими кинематографистами. В том же году совместно с Александром Зархи выступил и в качестве режиссёра (творческая пара Хейфиц—Зархи проработала до 1950 года).
Возглавлял 1-ю комсомольскую постановочную бригаду Ленинградской кинофабрики (с 1934 года — киностудия «Ленфильм»). В период 1939—1941 годов преподавал в актёрской школе при «Ленфильме». Во время эвакуации студии, в 1941—1942 годах, был художественным руководителем Ташкентской и Тбилисской киностудий, потом вернулся в Ленинград.
В 1960-е годы обратился к русской классике, экранизировав произведения А. Чехова, И. Тургенева, А. Куприна.
Ленты режиссёра удостаивались призов на всесоюзных и международных кинофестивалях.
В 1977—1978 годах руководил режиссёрской мастерской на Высших курсах режиссёров и сценаристов.
Член ВКП(б) с 1945 года. Член Союза кинематографистов СССР (Ленинградское отделение), с 1971 года — первый секретарь Ленинградского отделения СК СССР.
Скончался 24 апреля 1995 года. Похоронен в Санкт-Петербурге на Комаровском поселковом кладбище.

### Семья
- первая жена — Янина Жеймо (1909—1987), киноактриса;
  - сын — Юлиан Жеймо[пол.] (род. 1940), польский кинооператор[9].
- вторая жена Ирина Владимировна Светозарова[3][10];
  - сыновья Владимир Светозаров (1948—2017), художник, Дмитрий Светозаров (род. 1951), кинорежиссёр и сценарист.

## Фильмография
Режиссёр
- 1928 — Песнь о металле (короткометражный; совместно с А. Зархи, В. Гранатманом и М. Шапиро)
- 1930 — Ветер в лицо (совместно с А. Зархи)
- 1931 — Полдень (совместно с А. Зархи)
- 1933 — Моя Родина (совместно с А. Зархи)
- 1935 — Горячие денёчки (совместно с А. Зархи)
- 1936 — Депутат Балтики (совместно с А. Зархи)
- 1939 — Член правительства (совместно с А. Зархи)
- 1942 — Его зовут Сухэ-Батор (совместно с А. Зархи)
- 1944 — Малахов курган (совместно с С. Деревянским, А. Зархи)
- 1945 — Разгром Японии (документальный; совместно с А. Зархи)
- 1946 — Во имя жизни (совместно с А. Зархи)
- 1948 — Драгоценные зёрна (совместно с А. Зархи)
- 1950 — Огни Баку (совместно с А. Зархи и Р. Тахмасибом)
- 1951 — Мордовская АССР (документальный; совместно с С. Деревянским)
- 1953 — Весна в Москве (фильм-спектакль; совместно с Н. Кошеверовой и Н. Акимовым)
- 1954 — Большая семья
- 1955 — Дело Румянцева
- 1958 — Дорогой мой человек
- 1960 — Дама с собачкой
- 1961 — Горизонт
- 1963 — День счастья
- 1966 — В городе С.
- 1970 — Салют, Мария!
- 1973 — Плохой хороший человек
- 1975 — Единственная…
- 1977 — Ася
- 1979 — Впервые замужем
- 1982 — Шурочка
- 1985 — Подсудимый
- 1987 — Вспомним, товарищ
- 1988 — Вы чьё, старичьё?
- 1989 — Бродячий автобус
- 1993 — Рядовой случай

Сценарист
- 1928 — Луна слева (совместно с А. Зархи, В. Гранатманом и М. Шапиро)
- 1928 — Песнь о металле (короткометражный; совместно с А. Зархи, М. Шапиро и В. Гранатманом)
- 1929 — Транспорт огня (совместно с А. Зархи и А. Ивановым)
- 1931 — Полдень (совместно с А. Зархи и А. Колбановским)
- 1933 — Моя Родина (совместно с А. Зархи и М. Блейманом)
- 1935 — Горячие денёчки (совместно с А. Зархи)
- 1936 — Депутат Балтики (совместно с А. Зархи, Д. Дэлем, Л. Рахмановым)
- 1939 — Член правительства (совместно с А. Зархи и Е. Виноградской)
- 1942 — Его зовут Сухэ-Батор (совместно с А. Зархи, Б. Лапиным, З. Хацревиным)
- 1944 — Малахов курган (совместно с Б. Войтеховым и А. Зархи)
- 1946 — Во имя жизни (совместно с А. Зархи, Е. Габриловичем, С. Ермолинским)
- 1950 — Огни Баку (совместно с Г. Колтуновым и Е. Помещиковым)
- 1951 — Мордовская АССР (документальный; совместно с И. Ворониным)
- 1953 — Весна в Москве (фильм-спектакль; совместно с Н. Кошеверовой и В. Гусевым)
- 1954 — Большая семья (совместно с С. Кара-Демуром и В. Кочетовым)
- 1955 — Дело Румянцева (совместно с Ю. Германом)
- 1958 — Дорогой мой человек (совместно с Ю. Германом)
- 1960 — Дама с собачкой
- 1963 — День счастья (совместно с Ю. Германом)
- 1966 — В городе С.
- 1970 — Салют, Мария! (совместно с Г. Баклановым)
- 1973 — Плохой хороший человек
- 1975 — Единственная (совместно с П. Нилиным)
- 1977 — Ася
- 1979 — Впервые замужем (совместно с П. Нилиным)
- 1982 — Шурочка
- 1985 — Подсудимый (совместно с Б. Васильевым)
- 1987 — Вспомним, товарищ
- 1988 — Вы чьё, старичьё?
- 1989 — Бродячий автобус

Участие в документальных фильмах
- 1969 — Рядом с другом
- 1986 — Художник и время
- 1990 — Я вспоминаю… Кинорежиссёр Иосиф Хейфиц рассказывает (видеофильм; студия «Амаркорд»)
- 1991 — Кинорежиссёр Иосиф Хейфиц (сценарий Александр Липков, режиссёр Никита Тихонов)
- 1992 — Кинооператор Андрей Москвин
- 1995 — Олег Даль (из цикла телепрограмм «Чтобы помнили», ОРТ)
- 2010 — Вспоминая Юрия Германа (архивные съёмки)

## Награды и звания
- орден Трудового Красного Знамени (1940) — за фильмы «Депутат Балтики» и «Член правительства»[2];
- Сталинская премия второй степени (1941) — за фильм «Депутат Балтики» (1936)[5];
- Сталинская премия первой степени (1946) — за документальный фильм «Разгром Японии» (1945)[5];
- заслуженный деятель искусств РСФСР (1957);
- народный артист СССР (11 июля 1964) — за большие заслуги в искусстве[11];
- Герой Социалистического Труда (19 декабря 1975)[12];
- орден Ленина (19 декабря 1975)[12];
- три ордена Трудового Красного Знамени (23 мая 1940, 4 ноября 1967, 22 июня 1971)[12];
- орден Дружбы народов (16 декабря 1985) — за заслуги в развитии советского киноискусства и в связи с восьмидесятилетием со дня рождения[13];
- почётная грамота Президиума Верховного Совета Азербайджанской ССР (23 декабря 1976) — за многолетнюю плодотворную работу в области советского кинематографа и в связи с 60-летием азербайджанского кино[14].
- орден Трудового Красного Знамени Монгольской Народной Республики[2].

### Кинопризы
- Всемирная выставка в Париже (1937, Гран-при, фильм «Депутат Балтики»)[5];
- МКФ в Венеции (1946, Латунная медаль, фильм «Депутат Балтики»)[15];
- МКФ в Канне (1955, Приз «За лучший актёрский состав», фильм «Большая семья»)[16];
- ВКФ в Киеве (1959, Вторая премия за режиссёрскую работу, фильм «Дорогой мой человек»)[16];
- МКФ в Карловых Варах (1955, приз МКФ в Карловых Варах, фильм «Дело Румянцева»)[16];
- МКФ в Канне (1960, Приз за лучшую конкурсную программу «За гуманизм и исключительные художественные качества», фильм «Дама с собачкой»[5], (вместе с фильмом «Баллада о солдате»)

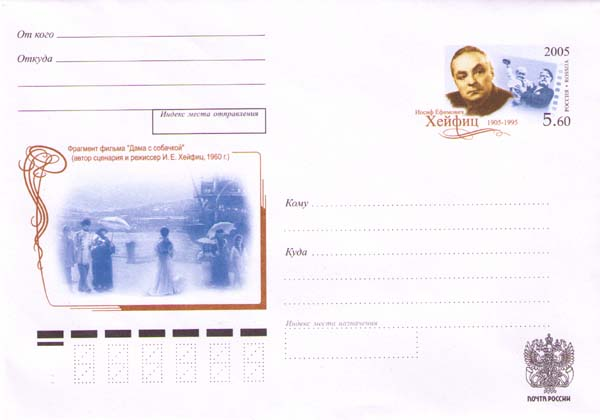
Конверт Почты России (2005)

- МКФ в Карловых Варах (1980, Главный приз, фильм «Впервые замужем»)[5];
- кинопремия «Ника» в номинации «Честь и достоинство» (1992)[17].

## Память
- В 1998 году на доме 84-86 по Малому проспекту Петроградской стороны в Санкт-Петербурге, где жил кинорежиссёр, была установлена мемориальная доска.
- В 2005 году Почтой России выпущен посвящённый И. Хейфицу конверт.